# Death to the Pixies
Death to the Pixies es el primer álbum recopilatorio de grandes éxitos de la banda de rock alternativo estadounidense Pixies, lanzado por la compañía discográfica 4AD el 6 de octubre de 1997 en el Reino Unido y al día siguiente por 4AD/Elektra en los Estados Unidos para celebrar el décimo aniversario del debut de la banda. El álbum cubre desde 1987 a 1991. Actualmente está descatalogado, ya que se reemplazó en 2004 por Wave of Mutilation: Best of Pixies. Se lanzó una edición limitada que incluía un CD con actuaciones en directo en Vredenburg, Utrecht, Países Bajos el 25 de septiembre de 1990.
También hubo otra versión limitada, del que se lanzaron muy pocas copias y que incluye dos demos de Black Francis ("I'm Amazed" y "Broken Face"). Esta edición es conocida como la "Golden Ticket", además de aparecer las letras GT al lado de su número de catálogo. Estas demos, grabadas en el apartamento del productor discográfico Gary Smith el día antes de que la banda se juntara para grabar en los estudios Fort Apache Studios con Smith, son de Francis cantando y con una guitarra acústica (mientras explica a Smith las partes del resto de la banda). Las "Black Francis Demos" al completo fueron incluidas en el primer disco del doble álbum debut de 2004 de Black Francis.

## Lista de canciones
1. Cecilia Ann – 2:06
2. Planet of Sound – 2:06
3. Tame – 1:56
4. Here Comes Your Man – 3:21
5. Debaser – 2:52
6. Wave of Mutilation – 2:04
7. Dig for Fire – 3:02
8. Caribou – 3:14
9. Holiday Song – 2:14
10. Nimrod's Son – 2:17
11. U-Mass – 3:01
12. Bone Machine – 3:05
13. Gigantic – 3:08
14. Where Is My Mind? – 3:52
15. Velouria – 3:40
16. Gouge Away – 2:44
17. Monkey Gone to Heaven – 2:57

Edición limitada con disco extra
1. Debaser – 2:55
2. Rock Music – 1:51
3. Broken Face – 1:21
4. Isla de Encanta – 1:42
5. Hangwire – 2:00
6. Dead – 2:30
7. Into the White – 3:30
8. Monkey Gone to Heaven – 2:58
9. Gouge Away – 2:53
10. Here Comes Your Man – 3:12
11. Allison – 1:16
12. Hey – 3:54
13. Gigantic – 3:26
14. Crackity Jones – 1:35
15. Something Against You – 1:46
16. Tame – 2:05
17. Wave of Mutilation – 3:05
18. Where Is My Mind? – 3:37
19. Ed Is Dead – 2:52
20. Vamos – 4:34
21. Tony's Theme – 2:27